# Vittandad tuss
Vittandad tuss (Tortula leucostoma) är en bladmossart som beskrevs av W. J. Hooker och Greville 1824. Vittandad tuss ingår i släktet tussmossor, och familjen Pottiaceae. Enligt den svenska rödlistan är arten sårbar i Sverige. Arten förekommer i Nedre Norrland och Övre Norrland. Artens livsmiljö är fjäll. Inga underarter finns listade i Catalogue of Life.